# Tetín (zámek)
Tetínský zámek stojí na návsi stejnojmenné obce v okrese Beroun. Byl postaven ve druhé polovině 18. století v barokním slohu. Později byl několikrát přestavován. Je chráněn jako kulturní památka České republiky.

## Architektura a historie
Zámek je obdélná patrová stavba se středním rizalitem zakončeným trojúhelníkovým štítem. Nejvýznamnějšími majiteli byla vlastenecká šlechtická rodina Vojáčků, která zámek získala počátkem 19. století výměnou za statek Poučník u Karlštejna. Z rodiny pocházel spisovatel, překladatel a středoškolský profesor Vácslav Vojáček (zde se narodil, pochován je v rodinné hrobce Vojáčků u kostela sv. Jana Nepomuckého). Dalším významným příslušníkem rodiny byl politik Jan Bohdan Vojáček. Na zámek bývali zváni významní představitelé tehdejšího kulturního a politického života, např. František Ladislav Čelakovský, Josef Dobrovský, Josef Jungmann, František Ladislav Rieger, rodina Daubků z Litně či MUDr. Josef Thomayer.
Posledními majiteli byla rodina Durasů (potomci rodu Vojáčků), jimž byl zámek a statek znárodněn v roce 1948. Poté patřil Státnímu statku Lochovice. Rodině Durasů byl majetek vrácen v roce 1990 v restituci.

## Zajímavosti
V bývalé zámecké zahradě byla roku 1704 postavena kaple sv. Jana Nepomuckého. Při kapli byla vybudována i poustevna, jejímž posledním obyvatelem byl Vojtěch Cassanova, kněz ze zrušeného kláštera ve sv. Janu pod Skalou. Později kaple zpustla a tehdejší majitel zámku místo její opravy zajistil opravu v té době zavřeného kostela sv. Michaela (nyní sv. Jana Nepomuckého), čímž ho zachránil před zánikem.
Návštěvníkem zámku byl také básník Josef Krasoslav Chmelenský, kterého inspirovala Anna Vojáčková k napsání básně Nad Berounkou pod Tetínem. Píseň, k níž složil hudbu páter Josef Vorel, pochází z roku 1835. Tetínská růže má symbolický hrob na hřbitůvku za kostelem sv. Jana Nepomuckého – ve skutečnosti se vdala a zemřela až po mnoha letech v Haliči. Melodii písně hraje každou hodinu zvonkohra hodin, které byly v roce 1998 instalovány na průčelí zámku.